# 杜罗河畔库列尔
杜罗河畔库列尔（西班牙語：Curiel de Duero）是西班牙卡斯蒂利亚-莱昂巴利亚多利德省的一个市镇。总面积19平方公里，总人口126人（2001年），人口密度7人/平方公里。